# Емерсон Ітем
Емерсон Альберт Спретлен Ітем (англ. Emerson Albert Spratlen Etem; 16 червня 1992, м. Лонг-Біч, США) — американський хокеїст, лівий/правий нападник. Виступає за «Анагайм Дакс» у Національній хокейній лізі.
Виступав за «Медисин-Гет Тайгерс» (ЗХЛ), «Сірак'юс Кранч» (АХЛ), «Анагайм Дакс», «Норфолк Адміралс» (АХЛ).
В чемпіонатах НХЛ — 112 матчів (12+15), у турнірах Кубка Стенлі — 23 матчі (6+2).
У складі молодіжної збірної США учасник чемпіонатів світу 2011 і 2012.
Досягнення
- Бронзовий призер молодіжного чемпіонату світу (2011)